# タケウチビユーテー
タケウチビユーテー株式会社（英: TakeuchiBeauty Co., Ltd.）は、愛知県名古屋市港区木場町に本社を置く洗車機のメーカー。

## 概要
1916年に初代社長の竹内栄吉が愛知県名古屋市熱田区千年町にて鍛冶新を創業。
1963年に移動式洗車機の原型、カービュウティシャン1号機が登場し、1965年には販売会社として「ビュウティ販売株式会社」が設立された。
1983年に販売会社であるビュウティ販売株式会社は社号を「ビユーテー株式会社」に変更した。
2023年10月1日に販売会社であるビユーテー株式会社を吸収合併。同日社号を「タケウチビユーテー株式会社」に変更した。生産から販売まで一元で行われる洗車機のメーカーとなった。

## 沿革
- 1916年（大正5年） - 初代社長の竹内栄吉が愛知県名古屋市熱田区千年町にて鍛冶新を創業[2]
- 1944年（昭和19年） - 現在地に本社を移転
- 1952年（昭和27年） - 「株式会社竹内鉄工所」を設立
- 1961年（昭和36年） - 「竹内鉄工株式会社」に商号を変更
- 1963年（昭和38年） - 移動式洗車機の原型、カービュウティシャン1号機の登場
- 1965年（昭和40年） - 販売会社「ビュウティ販売株式会社」を設立
- 1983年（昭和58年） - 販売会社「ビュウティ販売株式会社」が「ビユーテー株式会社」に商号を変更
- 1999年（平成11年） - 「タケウチテクノ株式会社」に商号を変更
- 2002年（平成14年） - ISO 9001認証を取得
- 2016年（平成28年）
  - 3月16日 - 門型洗車機の累計販売台数が世界一であることが認められ、ギネス世界記録に認定[3]
  - 1962年に開発した日本初の移動式ブラシ付門型自動洗車機が日本機械学会の日本機械遺産に認定された
- 2023年（令和5年）10月1日 - ビユーテー株式会社を吸収合併。同日「タケウチビユーテー株式会社」に商号を変更した。

## ブランド
洗車機はBeautyというブランド名で販売されている。現行機種は以下の通りである。
- 極美（きわみ）
- 雅Premium（みやびプレミアム）
- 雅（みやび）
- 彩（さい）
- 隼（はやぶさ）
- 紀（きの）
- 剱（つるぎ）
- 兜（かぶと）
- NewT-XP（ニュートエックスピー）
- 魁（かい）

## ケミカル
- FK-2HYPER（FK-2ハイパー）
- PRISMGLASS（プリズムグラス）
- ARAIGER（アライガーコート）

## 関連会社
- ビュウティ機工株式会社（製品据付）
- キソー株式会社（清掃・洗浄機器の製造）
- カービュウティシャン株式会社（海外事業）